# Vlasotince
Vlasotince (em cirílico: Власотинце) é uma vila da Sérvia localizada no município de Vlasotince, pertencente ao distrito de Jablanica, na região de Vlasina. A sua população era de 15830 habitantes segundo o censo de 2011.
Vlasotince é uma cidade e um município no sudeste da Sérvia. Fontes turcas indicam que a cidade existia no Século XV como um centro administrativo turco. Após a saída dos turcos, os moradores começaram a produzir vinho, tornando a região de Vlasotince uma das maiores produtoras da antiga Jugoslávia e para o maior exportador nos Balcãs.

## Demografia
| 1948  | 1953  | 1961  | 1971  | 1981   | 1991   | 2002   | 2011   |
| ----- | ----- | ----- | ----- | ------ | ------ | ------ | ------ |
| 4 917 | 5 225 | 5 932 | 8 787 | 12 166 | 14 552 | 16 212 | 15 830 |